# Campeonato Brasiliense 2006
In 2006 werd het 48ste Campeonato Brasiliense gespeeld voor clubs uit het Federaal District, waartoe de hoofdstad Brasilia behoort. De competitie, ook wel Candangão genaamd, werd georganiseerd door de FBF en werd gespeeld van 15 januari tot 2 april.  Brasiliense werd kampioen.

## Eerste toernooi

### Groep A
| Plaats | Club            | Wed. | W | G | V | Saldo | Ptn. |
| ------ | --------------- | ---- | - | - | - | ----- | ---- |
| 1.     | Brasiliense     | 8    | 7 | 1 | 0 | 21:5  | 22   |
| 2.     | Gama            | 8    | 5 | 2 | 1 | 19:8  | 17   |
| 3.     | Unaí Itapuã     | 8    | 1 | 3 | 4 | 11:19 | 6    |
| 4.     | Capital         | 8    | 0 | 4 | 4 | 6:12  | 4    |
| 5.     | CFZ de Brasília | 8    | 0 | 4 | 4 | 11:24 | 4    |

|  | Gekwalificeerd voor tweede toernooi |
|  | Degradatie                          |

### Groep B
| Plaats | Club         | Wed. | W | G | V | Saldo | Ptn. |
| ------ | ------------ | ---- | - | - | - | ----- | ---- |
| 1.     | Ceilândia    | 8    | 5 | 2 | 1 | 23:7  | 17   |
| 2.     | Luziânia     | 8    | 4 | 2 | 2 | 14:7  | 14   |
| 3.     | Dom Pedro II | 8    | 3 | 2 | 3 | 9:9   | 11   |
| 4.     | Paranoá      | 8    | 3 | 2 | 3 | 8:9   | 11   |
| 5.     | Guará        | 8    | 1 | 0 | 7 | 5:27  | 3    |

|  | Gekwalificeerd voor tweede toernooi |
|  | Degradatie                          |

## Tweede toernooi
| Plaats | Club        | Wed. | W | G | V | Saldo | Ptn. |
| ------ | ----------- | ---- | - | - | - | ----- | ---- |
| 1.     | Brasiliense | 6    | 4 | 1 | 1 | 8:4   | 13   |
| 2.     | Gama        | 6    | 3 | 2 | 1 | 6:5   | 11   |
| 3.     | Luziânia    | 6    | 3 | 1 | 2 | 9:7   | 10   |
| 4.     | Ceilândia   | 6    | 0 | 0 | 6 | 5:12  | 0    |

|  | Kampioen |

### Kampioen
| Campeonato Brasiliense de 2006  |
| Federaal District               |
| ------------------------------- |
| BRASILIENSE Kampioen (3° titel) |